# Europäisches Olympisches Winter-Jugendfestival 2001
Das Europäische Olympische Winter-Jugendfestival 2001 fand vom 11. bis zum 15. März in Vuokatti in Finnland statt.

## Sportarten
Es wurden 28 Wettkämpfe in 7 Sportarten ausgetragen. Shorttrack wurde aus dem Programm gestrichen und durch Eisschnelllauf ersetzt. Skispringen wurde nach 1997 erneut ins Programm aufgenommen, dafür fanden erstmals keine Wettkämpfe im Eiskunstlauf statt. Neu aufgenommen wurden Wettbewerbe im Snowboard.
- Biathlon
- Eishockey
- Eisschnelllauf
- Ski Alpin
- Skilanglauf
- Snowboard
- Skispringen

## Medaillenspiegel
| Platz  | Mannschaft  | Gold | Silber | Bronze | Gesamt |
| ------ | ----------- | ---- | ------ | ------ | ------ |
| 1      | Russland    | 11   | 3      | 2      | 16     |
| 2      | Finnland    | 3    | 2      | 8      | 13     |
| 3      | Italien     | 3    | 2      | 3      | 8      |
| 4      | Deutschland | 3    | 2      | 2      | 7      |
| 5      | Norwegen    | 1    | 4      | 4      | 9      |
| 6      | Österreich  | 1    | 4      | 1      | 6      |
| 7      | Tschechien  | 1    | 3      | –      | 4      |
| 8      | Schweden    | 1    | 2      | 1      | 4      |
| 9      | Niederlande | 1    | 1      | 1      | 3      |
| 9      | Polen       | 1    | 1      | 1      | 3      |
| 11     | Schweiz     | 1    | 1      | –      | 2      |
| 12     | Slowenien   | 1    | –      | 1      | 2      |
| 13     | Belarus     | –    | 1      | 2      | 3      |
| 13     | Frankreich  | –    | 1      | 2      | 3      |
| 15     | Litauen     | –    | 1      | –      | 1      |
| Gesamt | Gesamt      | 28   | 28     | 28     | 84     |